# NGC 1289
NGC 1289 è una galassia lenticolare situata nella costellazione dell'Eridano, a una distanza di circa 126 milioni di anni luce dalla nostra Via Lattea.

## Scoperta
La galassia è stata scoperta il 1 settembre 1886 dall'astronomo statunitense Lewis Swift e successivamente inserita nel New General Catalogue con il codice NGC 1289.
Il 14 dicembre 1887, la galassia è stata nuovamente osservata in modo indipendente dall'astronomo francese Guillaume Bigourdan e successivamente inserita nell'Index Catalogue con la designazione IC 314.